# Воскресенское (Раменский район)
Воскресе́нское — село в Раменском муниципальном районе Московской области. Входит в состав сельского поселения Константиновское. Население — 19 чел. (2010).

## Название
В 1627 году упоминается как село Василево, Воскресенское тож, в 1689 году — Воскресенское, Василево тож, с середины XIX века — Воскресенское. Название Василево связано с календарным личным именем Василий, а наименование Воскресенское дано по церкви Воскресения Христова, располагавшейся в селе до середины XIX века.

## География
Село Воскресенское расположено в западной части Раменского района, примерно в 17 км к юго-западу от города Раменское. Высота над уровнем моря 151 м. В 4 км к северо-востоку от села протекает река Велинка. В селе 5 улиц — Дачная, Речная, Ручейная, Слободка, Центральная; тупик Лесной; приписано СНТ Витязь. Ближайший населённый пункт — село Ильинское.

## История
В 1926 году село являлось центром Воскресенского сельсовета Рождественской волости Бронницкого уезда Московской губернии.
С 1929 года — населённый пункт в составе Бронницкого района Коломенского округа Московской области. 3 июня 1959 года Бронницкий район был упразднён, село передано в Люберецкий район. С 1960 года в составе Раменского района.
До муниципальной реформы 2006 года село входило в состав Константиновского сельского округа Раменского района.

## Население
| 1926 | 2002 | 2010 |
| ---- | ---- | ---- |
| 215  | ↘10  | ↗19  |

В 1926 году в селе проживало 215 человек (95 мужчин, 120 женщин), насчитывалось 52 хозяйства, из которых 49 было крестьянских. По переписи 2002 года — 10 человек (4 мужчины, 6 женщин).